# Masacre del Hospital Bautista Al-Ahli
La masacre del Hospital Bautista Al-Ahli hace referencia a un incidente en el que un grupo de personas falleció a causa de una explosión, producida el 17 de octubre de 2023 en el patio del Hospital Bautista Al-Ahli Arabi, situado en el barrio de Zeitún en el centro de Gaza, en el que varios miles de palestinos desplazados buscaban refugio, lo que causó un número de muertos y heridos cuya cuantía varía ampliamente dependiendo de las fuentes.
En un primer momento el Ministerio de Sanidad de Gaza habló de más de 500 muertos, pero esto fue una traducción errónea de un informe que había mencionado más de 500 víctimas en total, incluidos heridos. Posteriormente, la Defensa Civil de Gaza situó el número de fallecidos en 300 y el día 18, el viceministro de Sanidad de la Franja, Youssef Abu Al Rish, reportó una cifra de 400 muertos. Ese mismo día, el Ministerio de Salud de Gaza, cifró el número de víctimas mortales en al menos 471 y 28 heridos en estado crítico, además de 314 personas con heridas de diversa consideración. Fuentes in situ elevaron el número de víctimas a más de 800 o incluso 1000. Según fuentes de inteligencia de los Estados Unidos hubo entre 100 y 300 muertos. Fuentes occidentales consideran que no es posible determinar el número de fallecidos de forma concluyente por falta de evidencia. Según The New York Times, los relatos de los testigos y las imágenes hacen pensar que la cifra es alta.
La causa de la explosión es desconocida. El Ministerio de Salud de Gaza desde el primer momento dijo que fue un ataque aéreo israelí; mientras que las Fuerzas de Defensa de Israel (FDI) aseguran que fue provocada por el lanzamiento fallido de un cohete por parte de la Yihad Islámica Palestina. La Yihad Islámica Palestina, la Autoridad Nacional Palestina y los países árabes y musulmanes acusaron a Israel de ser el perpetrador. Las autoridades Israelíes negaron la acusación con el apoyo de Estados Unidos  (su principal aliado).
Según Associated Press, The Economist, India Today, The Wall Street Journal, Channel 4 y expertos entrevistados por BBC y The Guardian la explosión probablemente fue causada por un cohete. El New York Times se quejó de que Hamás «aún no ha presentado ni descrito ninguna prueba que vincule a Israel con el ataque», ni resto alguno de la munición que la causó, ni evidencia del conteo de víctimas.
Según un análisis de las imágenes de la explosión, llevado a cabo por los servicios digitales de la cadena catarí Al Jazeera, sostuvieron que ninguna prueba justificaba la versión aportada por Israel. Según un tuit de la agencia de investigación Forensic Architecture (FA), una agencia con sede en Goldsmiths, University of London, fechado el 20 de octubre, el análisis preliminar de imágenes y sonido realizado por la FA, la ONG palestina Al-Haq (en árabe: الحق), y la ONG Earshot apuntaba a que el proyectil que provocó la explosión probablemente llegó desde el lado israelí y no desde el suroeste tal como afirmaban las FDI. Este análisis apareció en el canal de Youtube de Channel 4. Investigaciones posteriores de Forensic Architecture publicadas en febrero y octubre de 2024 (la primera rastreando, en 3D, cada cohete de una descarga de cohetes palestinos que según Israel fueron las causantes de la explosión en el hospital, y la última incluyendo el testimonio del Dr. Ghassan Abu Sitta) arrojaron más dudas sobre la teoría israelí del lanzamiento erróneo del cohete.

## Antecedentes
El hospital ha estado en funcionamiento desde 1882. Fue fundado por la Sociedad Misionera de la Iglesia de Inglaterra y luego fue dirigido como una misión médica por la Conferencia Bautista del Sur entre 1954 y 1982. Regresó a la Iglesia Anglicana en la década de 1980. El hospital está financiado principalmente por la Iglesia anglicana de Estados Unidos y la Unión Europea y opera totalmente independiente de cualquier facción política de Gaza, está gestionado por la diócesis Anglicana de Jerusalén, que informó que tenía alrededor de ochenta camas y era el único hospital cristiano en la Franja de Gaza.
Desde que Israel ordenara a los palestinos que evacuaran el norte de Gaza, el Hospital Bautista Al-Ahli Arabi acogió a cientos de desplazados en respuesta a la creciente crisis humanitaria en Gaza. El hospital resultó dañado por el lanzamiento de cohetes israelíes a finales del 14 de octubre, dejando cuatro miembros del personal heridos.
Antes del lanzamiento de cohetes del 14 de octubre, el hospital albergaba a unas 6000 personas tanto pacientes como desplazados; Posteriormente, muchos de ellos huyeron y alrededor de 1000 permanecieron en el patio del hospital. El 16 de octubre, Israel ordenó la evacuación de veintiún hospitales de Gaza, incluido el hospital de Al-Ahli. Debido a la insuficiencia de camas en los hospitales del sur de la Franja de Gaza, que ya estaban por encima de su capacidad, y a la falta de medios para transportar a ciertos pacientes, como recién nacidos en incubadoras o pacientes con ventiladores, las órdenes de evacuación fueron consideradas en general como imposibles de cumplir. El sábado 14 de octubre, la Organización Mundial de la Salud emitió una declaración, donde decía que: «Las órdenes de evacuación de Israel a hospitales en el norte de Gaza son una sentencia de muerte para los enfermos y heridos».
De acuerdo con la Organización Mundial de la Salud, entre el 7 y el 17 de octubre de 2023 Israel había atacado cincuenta y una instalaciones sanitarias en Gaza, que mataron a quince trabajadores sanitarios e hirieron a otros veintisiete.
El subsecretario del Ministerio de Salud de Gaza, Yousef Abu al-Rish, afirmó que Israel disparó dos proyectiles de artillería contra el hospital como preludio al bombardeo. El bombardeo inicial tuvo lugar el sábado por la tarde, seguido de una llamada del ejército israelí solicitando la evacuación del hospital. El ejército aclaró que los primeros proyectiles fueron una advertencia. Esta información fue corroborada por Hosam Naoum, obispo anglicano de Jerusalén, quien informó que el hospital había recibido tres órdenes de evacuación en los días previos a la explosión por parte de Israel y que fue alcanzado por bombardeos israelíes el domingo, hiriendo a cuatro empleados. Sin embargo, se negó a culpar a cualquiera de las partes por la explosión. «Como gente del clero, no somos expertos militares. Sólo queremos que la gente vea lo que está sucediendo sobre el terreno y esperar que lleguen a la conclusión de que ya hemos tenido suficiente de esta guerra».

## Explosión

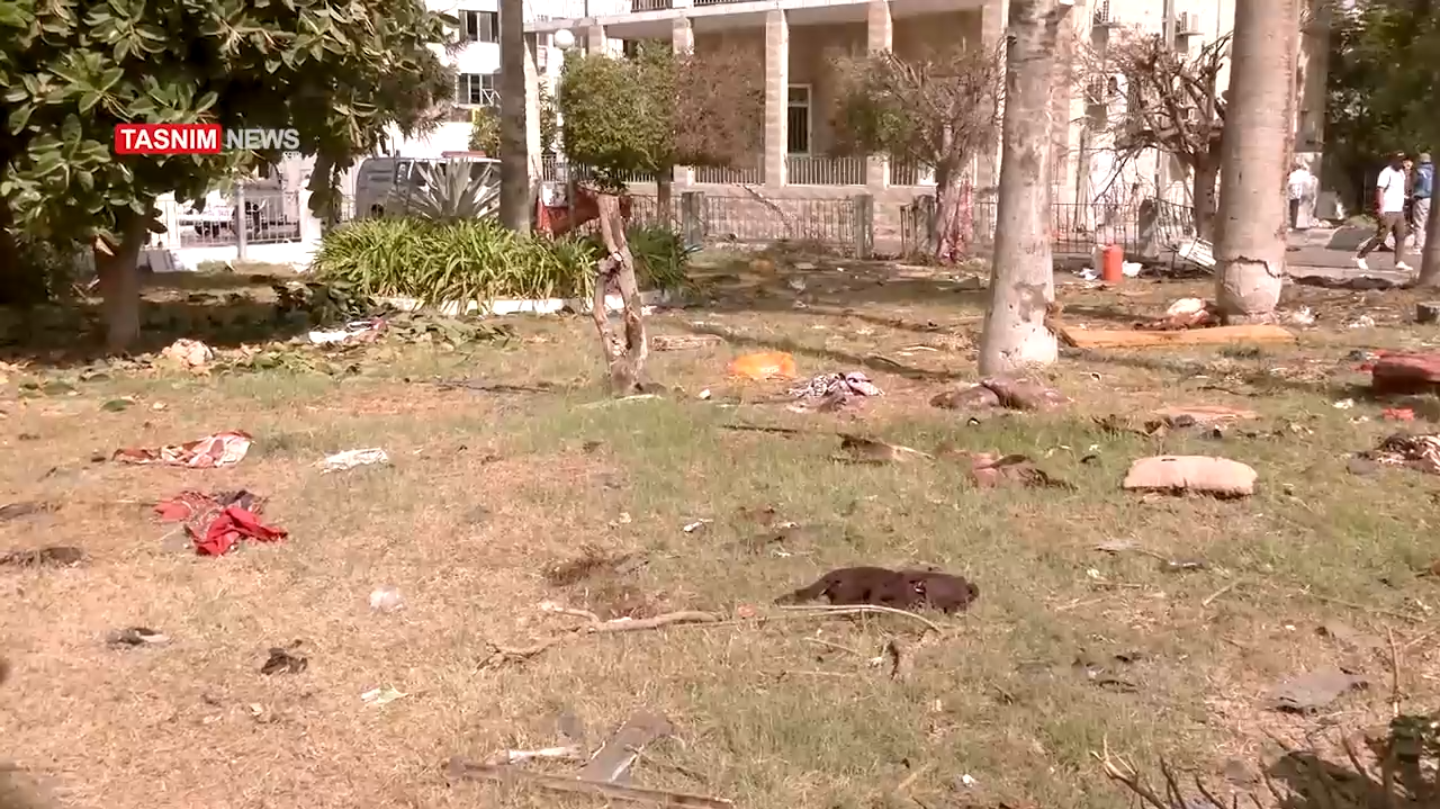
Secuelas de la explosión en el patio del hospital Al-Ahli

El 17 de octubre de 2023, en medio de la guerra entre Israel y Gaza, el Ministerio de Salud de Gaza afirmó que aviones israelíes bombardearon el patio del Hospital Bautista Al-Ahli Arabi donde varios miles de civiles palestinos (2000 según algunas fuentes) buscaban tratamiento médico y refugio frente a los ataques de Israel, matando a más de 500 civiles. Sky News declaró sobre este evento que este hospital no era sólo un hospital, sino un lugar seguro para los habitantes de Gaza. Si se confirma, sería, con diferencia, el ataque más mortífero llevado a cabo por Israel en las guerras libradas desde 2008. Fuentes locales citadas por la agencia palestina de noticias Maan aseguraron que tras el bombardeo se desató un incendio en el hospital.
Instantes después del ataque, el ministerio de Asuntos Exteriores de Palestina publicó un tuit, donde condenaba el ataque «aviones de guerra israelíes bombardearon el hospital árabe Al-Ahli (Hospital Bautista), en el centro de la ciudad de Gaza, lo que provocó el martirio de cientos de palestinos, entre ellos niños y mujeres». Según el embajador de Palestina en España, Husni Abdel Wahed, el hospital fue «advertido» horas antes del ataque de que iba a ser bombardeado y «pidieron que fuera desalojado».
Tras la explosión, la cuenta oficial del primer ministro Benjamín Netanyahu eliminó una publicación en X (antes Twitter) en la que llamaba a los palestinos «hijos de la oscuridad» «ésta es una lucha entre los niños de la luz y los niños de las tinieblas, entre la humanidad y la ley de la selva». Anteriormente, había responsabilizado de lo sucedido a «terroristas bárbaros de Gaza». «Que el mundo entero lo sepa: los terroristas bárbaros de Gaza son los únicos que atacaron el hospital en Gaza, no el Ejército», afirmó en un comunicado.
Poco después de la explosión el cirujano británico-palestino Ghassan Abu Sittah, que trabaja para Médicos Sin Fronteras (MSF) y se encontraba operando en el hospital en el momento de la explosión, dio una rueda de prensa rodeado de otros médicos y por docenas de cadáveres. Donde describió las consecuencias de la explosión, según su declaración cuando estaban operando oyeron la llegada de un misil y una fuerte explosión, después se hundió el techo del quirófano. Según describió había partes de cuerpos por todas partes y cadáveres apilados, incluidos numerosos niños, calificó el hecho de «masacre» y culpó directamente a Israel de la autoría del ataque.

Se trata de un crimen de guerra que el mundo veía venir. Israel ha estado advirtiendo al mundo entero de que iba a atacar hospitales palestinos e hizo exactamente eso. Todos los políticos occidentales que han declarado su apoyo incondicional al esfuerzo bélico de Israel contra el pueblo palestino tienen la sangre de estos niños en sus manos. Ese apoyo incondicional es lo que nos ha llevado a esta masacre. La impunidad que Israel cree tener de sus aliados occidentales es lo que nos ha llevado a esta masacre. Ningún otro país siente la impunidad de atacar hospitales y salirse con la suya. Lo que ha ocurrido hoy es un crimen de guerra y si los israelíes vuelven a salirse con la suya se cometerán más crímenes de guerra y se atacarán más hospitales
Dr Ghassan Abu-Sittah.

Según un oficial de Hamás, «no quedó nada» de la munición que alcanzó el hospital, y hasta la fecha no han sido publicadas imágenes de ningún resto de proyectil de este incidente.

## Víctimas
Las bajas reportadas varían dependiendo de las fuentes, en un primer momento el Ministerio de Sanidad de Gaza habló de más de 500 muertos Posteriormente, la Defensa Civil de Gaza situó el número de fallecidos en 300 y el día 18, el viceministro de Sanidad de la Franja, Youssef Abu Al Rish, reportó una cifra de 400 muertos. Posteriormente, el día 18, el Ministerio de Salud de Gaza, cifró el número de víctimas mortales en al menos 471 y 28 heridos en estado crítico, además de 314 personas con heridas de diversa consideración.
El 18 de octubre, El doctor Mohammed Abou Salima, director del hospital de Al-Chifa —el más importante de la ciudad de Gaza—, informó que 350 personas heridas de Al-Ahli fueron trasladadas a su hospital. Calculó que el número de víctimas de la explosión probablemente se acerca a los 250 muertos. Aunque también dijo que el terrible estado de muchos de los cadáveres hacía difícil llegar a una estimación del número total de fallecidos.
El responsable de una fuente de inteligencia europea[¿quién?] interrogada por Agence France-Presse, enfatizando que el edificio del hospital permanecía incólume, afirmó que la cifra de víctimas sería de «decenas y no de centenas», y que el número de muertos fue de «50 como máximo». Le Monde reportó que la cifra de muertos era imposible de verificar de forma independiente, pero que en un video aparentemente grabado poco después de la explosión, muestra al menos quince cadáveres en el césped del patio del hospital. Según una fuente de la inteligencia nacional de los Estados Unidos hubo entre 100 y 300 muertos. Los funcionarios, que hablaron bajo condición de anonimato, no dijeron qué información de inteligencia los llevó a esa conclusión y advirtieron que podría cambiar. Aunque no se puede confirmar ninguna cifra de fallecidos de forma independiente, el New York Times, tras revisar imágenes de vídeo y relatos de testigos, dijo el 18 de octubre que había «decenas» de cadáveres en el patio del hospital y que el número de víctimas era «alto».
La radio nacional francesa publicó un artículo, el 28 de octubre, que cuestiona la fiabilidad de las cifras de víctimas ofrecidas por el «Ministerio de Salud de Hamás» por tratarse de una única fuente y por la imposibilidad de comprobar estos datos que muestran una notable discrepancia con las cifras aportadas por Estados Unidos, concluyendo que, en el caso del Hospital Bautista Al-Ahli, «solo una cosa es cierta: hay muchas víctimas».
El portavoz de las FDI, el contraalmirante Daniel Hagari, criticó a los medios de comunicación por difundir rápidamente lo que denominó «afirmaciones no verificadas» de Hamás sobre el número de muertos, diciendo que era inverosímil que Hamás determinara con precisión las cifras de víctimas tan pronto después de la explosión.

## Autoría

### Según Israel
Un portavoz de las Fuerzas de Defensa de Israel dijo que estaban investigando las causas de la explosión y añadió que no estaba claro si la causa fue un ataque de las FDI o un lanzamiento fallido de un cohete de Hamás.Posteriormente, el ejército israelí, publicó un tuit en el que decían que momentos antes de la explosión militantes palestinos habían disparado una andanada de cohetes desde cerca del hospital. «La inteligencia de múltiples fuentes que tenemos en nuestras manos indica que la Jihad Islámica Palestina es responsable del fallido lanzamiento del cohete». El portavoz de las FDI, Daniel Hagari, reiteró que la Jihad Islámica había lanzado una andanada de cohetes cerca del hospital. Además, compartió fotografías aéreas, según él, tomadas por drones. En su opinión el daño mostrado en esas fotografías era inconsistente con municiones israelíes.
La cuenta oficial de Twitter de Israel publicó un comunicado afirmando que el ataque fue el resultado de un cohete enemigo fallido. Adjunto al tuit había un conjunto de imágenes de vigilancia que, según afirmaban, eran del ataque. El vídeo adjunto al tuit fue posteriormente eliminado por la cuenta, después de que Eric Toler, periodista de los equipos de investigaciones visuales del NYT, señalara que las marcas de tiempo enumeradas en el vídeo eran al menos 40 minutos después de que se supiera que había ocurrido la explosión.
Las FDI también afirmaron haber interceptado una llamada entre dos «terroristas» en la que reconocen que el origen de la explosión es un cohete palestino fallido. «Los terroristas se dan cuenta de que que el cohete que ha provocado la explosión es un cohete fallido proveniente de Gaza, y mencionan que ha sido disparado desde el cementerio cercano al hospital de Al-Ma'amadani (Al-Ahli)». Ni la veracidad de la información proporcionada ni su origen han podido ser verificados de forma independiente. Channel 4 News habló con dos periodistas árabes que dijeron que la grabación no parecía auténtica, porque el «lenguaje, el acento, el dialecto, la sintaxis y el tono» no resultaban creíbles para una conversación entre militantes islámicos. También concluye que no hay pruebas de que la explosión en el hospital esté necesariamente vinculada al proyectil que explotó en el aire segundos antes. El 20 de octubre, el grupo de investigación Arquitectura Forense también concluyó que la grabación había sido falsificada, quitándole toda credibilidad.
El 18 de octubre, las FDI publicaron una serie de imágenes de drones que mostraban el hospital antes y después de la explosión. Las imágenes mostraban vehículos quemados en el estacionamiento del hospital y la aparente falta de un cráter o daños estructurales significativos en los edificios circundantes. Las FDI afirmaron que estas características eran incompatibles con las consecuencias de los ataques con municiones israelíes. Sin embargo, a lo largo del día, se difundieron una serie de imágenes y vídeos donde se puede observar un pequeño cráter de impacto. Los periodistas que interrogaron al portavoz militar israelí preguntaron sobre la credibilidad de sus explicaciones, y uno de ellos dijo: «francamente, las FDI tienen un historial no muy perfecto en cuestión de credibilidad».
Hananya Naftali, un comunicador del «equipo digital» del primer ministro israelí Benjamín Netanyahu, reconoció la responsabilidad israelí del ataque en su cuenta de X (antes Twitter) y después eliminó la publicación, alegando que fue un error al ver un artículo de Reuters sobre el tema, titulado «Más de 300 muertos en un ataque aéreo israelí a un hospital en Gaza - oficial de defensa civil». En su tuit afirmaba que: «La Fuerza Aérea Israelí atacó una base terrorista de Hamás dentro de un hospital en Gaza. Un gran número de terroristas han muerto. Es desgarrador que Hamás esté lanzando cohetes desde hospitales, mezquitas, escuelas y utilizando a civiles como escudos humanos». Este tuit fue rescatado y posteriormente publicado por el político británico John McDonnell.

### Según Palestina
La Yihad Islámica Palestina negó las acusaciones. Aseguró que Israel «inventa mentiras» y «está tratando de evadir su responsabilidad por la brutal masacre que cometió al bombardear el hospital». Añadió que «la presencia de reporteros, testigos presenciales y vídeos filmados en el momento del bombardeo», así como «el peso de la cabeza explosiva, el ángulo de la caída de la bomba y la magnitud de la destrucción» son «pruebas documentadas que confirman» que «fue un bombardeo aéreo desde un avión de combate». Además han añadido que «Los hospitales en la Franja de Gaza recibieron órdenes de evacuación antes de ser alcanzados por los bombardeos, pero nadie en la comunidad internacional intervino. Igual que Israel ha negado su responsabilidad en crímenes cometidos en el pasado, como la muerte de [la periodista] Shireen Abu Akleh, esto se repite».

### Según Rusia
La portavoz del Ministerio de Exteriores ruso, María Zajárova, solicitó al Gobierno de  Netanyahu y a su Ejército a «presentar las pruebas», que demuestren sus acusaciones sobre la autoría del ataque. La portavoz rusa también instó a Estados Unidos para que facilite imágenes de satélite que puedan identificar al culpable.

### Según Francia
Según un funcionario de la inteligencia militar francesa la causa más probable de la explosión fue un cohete palestino que llevaba una carga explosiva de unos cinco kilogramos. Según dijo la evaluación está basada en información clasificada, imágenes por satélite, información de inteligencia compartida por otros países y de fuente abierta.

### Según Estados Unidos
Según el presidente del país, Joe Biden, la causa de la explosión «fue el resultado de un cohete fuera de control lanzado por un grupo terrorista en Gaza».
Funcionarios estadounidenses declararon que Estados Unidos había recopilado señales de inteligencia de «alta confianza» que indicaban que la Yihad Islámica Palestina era responsable del ataque. Adrienne Watson, portavoz del Consejo de Seguridad Nacional de los Estados Unidos, afirmó que «si bien continuamos recopilando información, nuestra evaluación actual, basada en el análisis de imágenes aéreas, intercepciones e información procedente de fuentes abiertas, es que Israel no es responsable de la explosión de ayer en el hospital de Gaza». Otros funcionarios de inteligencia estadounidenses estuvieron de acuerdo y agregaron que el análisis aún era preliminar y que las investigaciones continuarían.

### Según Canadá
El Ministerio de Defensa Nacional canadiense indicó que un análisis del Commandement du renseignement des Forces canadiennes (el departamento de inteligencia militar) determinó «con un alto grado de confianza que Israel no atacó el hospital» y que lo más probable es que se haya tratado de un cohete lanzado desde Gaza.

### Según Reino Unido
El primer ministro del Reino Unido, Rishi Sunak, dijo en la Cámara de los Comunes que, basándose en las agencias de inteligencia británicas, el gobierno había llegado a la conclusión de que la explosión «probablemente» fue el resultado de «un misil», o «parte de uno», disparado desde «dentro de Gaza». También criticó «la información errónea» sobre la explosión que había tenido un «efecto negativo en la región».

### Otros medios
Según los expertos citados por el periódico The Guardian, el daño es consistente con un lanzamiento fallido de un cohete y no con un ataque aéreo. Inicialmente, Jon Donnison de la BBC informó que «es difícil ver qué más podría ser esto, en realidad, dado el tamaño de la explosión, aparte de un ataque aéreo israelí o varios ataques aéreos», y añadió: «Cuando hemos visto cohetes disparados desde Gaza, nunca hemos visto explosiones de esa escala». Posteriormente, después de que Israel acusara a la BBC de «moderna difamación de la sangre», en referencia a las acusaciones antisemitas de que los judíos asesinaban a niños cristianos para usar su sangre en rituales religiosos. La cadena británica se vio obligada a matizar sus declaraciones, defendió su cobertura de los hechos pero admitió que se había equivocado al «especular» sobre la posible autoría del ataque.
Según The Economist, «Algunos analistas de inteligencia abierta postularon que la explosión podría haber sucedido cuando un cohete palestino que explotó en el aire y la ojiva cayó sobre el hospital». Según el Wall Street Journal, las grabaciones de video demuestran que la explosión fue causada por un fallido misil disparado por Gaza en contra de Israel.
El 18 de octubre, el canal de televisión británico Channel 4 News señaló que el lugar de la explosión contenía solo pequeños cráteres, que los edificios que rodeaban el lugar de la explosión solo sufrieron daños superficiales (y no colapsaron estructuralmente) y que algunas de las ventanas de una iglesia cercana no sufrieron daños. Según el análisis del canal estos hechos hacen «improbable» que la causa de la explosión fuera un ataque con misiles israelíes que detonaron tierra, aunque no pudo descartar una explosión en el aire. El Canal 4 también informó que, aunque la Jihad Islámica Palestina había afirmado haber recuperado una ojiva, no la habían presentado.
Un análisis adicional publicado por Channel 4 News en su canal de YouTube utilizó un análisis de sonido Doppler del impacto y un análisis visual del cráter creado por el impacto. Ambos análisis indicaron que el objeto que provocó la explosión habría venido de puntos «al este del hospital, no al oeste como afirmaron las FDI». El análisis también encontró que el audio del presunto operativo de Hamás publicado por las FDI fue manipulado digitalmente.
El equipo OSINT de India Today analizó las imágenes de la explosión, así como las consecuencias, y comparó el lugar de la explosión con bombardeos aéreos anteriores realizados por Israel. Tras analizar los datos disponibles, concluyó que la evidencia visual no coincide con los bombardeos aéreos anteriores de Israel, pero que se necesitaría una investigación más detallada para emitir un veredicto concluyente.
El 18 de octubre, el servicio de la BBC Verified Live habló con varios expertos para determinar si las pruebas disponibles públicamente podrían establecer la causa de la explosión. Algunos expertos dijeron que no podían formarse una opinión sobre lo ocurrido, mientras que dos expertos dijeron que la evidencia era inconsistente con un ataque aéreo israelí o daño de una ojiva, y que la evidencia era consistente con una explosión causada por combustible para cohetes.
La cadena de noticias catarí Al-Jazeera atribuyó la responsabilidad del ataque a Israel. El 19 de octubre, Al Jazeera mostró con imágenes de vídeo israelíes que concuerdan con las tomadas por la propia cadena, que los cohetes lanzados por Hamás muy poco antes de las 19:00 horas fueron todos interceptados por la Cúpula de Hierro, menos uno que fue totalmente destruido en el cielo segundos más tarde sin llegar a causar daños en el suelo. Ese último fue señalado por las FDI como el causante de la tragedia, pero, a los pocos segundos, se ve una explosión y otra, dos segundos más tarde, que fue la que causó la masacre en el hospital, pero no son de cohetes gazatíes. Las investigaciones de los servicios digitales de Al Jazeera concluyeron que ninguna prueba justificaba la versión de Israel.
Forensic Architecture (FA), una agencia de investigación con sede en Goldsmiths, University of London, que investiga violaciones de derechos humanos, incluida la violencia, y la ONG Earshot, experta en análisis de audio, analizaron la explosión del hospital. El análisis del efecto Doppler de Earshot en dos videos indica que el misil se acercó desde el noreste, este o sureste, contradiciendo la afirmación de las FDI de que el misil llevaba una trayectoria suroeste. Sus hallazgos, combinados con un análisis 3D realizado por la FA, sugieren que el proyectil probablemente se lanzó desde el lado controlado por Israel. También señalaron que el tamaño del cráter apunta a una munición más grande que los típicos drones utilizados por la FDI.
El 24 de octubre de 2023, el periódico estadounidense The New York Times publicó un análisis que pone en duda la teoría expuesta por Israel de que el cohete visto en el vídeo de Al Jazeera hubiera provocado la explosión en el hospital. Según su análisis, transcurrieron unos 25 segundos entre el lanzamiento del último misil palestino hacia Israel y la explosión en el propio hospital. Las imágenes de Al Jazeera citadas por las Fuerzas de Defensa de Israel (FDI) y presentadas como pruebas de la implicación de la Yihad Islámica Palestina en la explosión y que mostraban un cohete dirigido a Israel que detonó poco antes del momento de la explosión en el Hospital Al-Ahli mostraban en cambio, según el periódico, un misil disparado desde una posición israelí cerca de Nahal Oz que explotó en la frontera a una distancia de unas dos millas del hospital, por lo que no tiene relación con la explosión en el propio hospital. El análisis del Times concluyó que si bien aún se desconoce la responsabilidad de la explosión en el hospital, la afirmación de las agencias de inteligencia israelíes y estadounidenses de que el origen de la explosión podría haber sido un lanzamiento fallido de un cohete palestino sigue siendo plausible. Sin embargo, agregaron, «el análisis del Times arroja dudas sobre una de las pruebas más publicitadas que los funcionarios israelíes han utilizado para presentar su caso y complica la narrativa directa que han presentado». Además, los vídeos analizados por el Times mostraban dos cosas: en primer lugar, que los militantes estaban disparando docenas de cohetes desde el suroeste del hospital, por lo que un cohete fallido que no alcanzara su objetivo con combustible no gastado podría haber causado la explosión, y en segundo lugar, que parece haber habido bombardeos israelíes en la zona, con dos explosiones visibles cerca del hospital dos minutos después del impacto. Las fuerzas israelíes dijeron al Times que no habían estado atacando «dentro de un rango que pusiera en peligro el hospital», pero no dieron información sobre la distancia al hospital a la que habían estado atacando.
The Washington Post publicó un análisis similar el 26 de octubre de 2023, que también concluyó que el proyectil que se muestra en los vídeos no es el mismo proyectil que provocó la explosión en el hospital. En cambio, el periódico concluyó que el proyectil que se ve en los videos parece ser un misil israelí que intercepta un cohete sobre territorio israelí a unas tres millas del hospital.
El análisis de Le Monde del 3 de noviembre de 2023 también concluyó que el proyectil mostrado en la transmisión de Al Jazeera probablemente no está relacionado con la explosión en el hospital, el reportaje señalaba que el proyectil mostrado parecía haber explotado a tal altitud y distancia del hospital que era poco probable. que los escombros podrían haber llegado al hospital en los 20 segundos entre la explosión del proyectil en el aire y la explosión en el hospital.
Según Human Rights Watch, la explosión fue causada por munición propulsada por cohete, como las comúnmente utilizadas por los grupos armados palestinos, que impactó en los terrenos del hospital. HRW añadió que se necesita más investigación para determinar quién había lanzado el cohete y si esto había violado las leyes de guerra.
El politólogo estadounidense especializado en asuntos relacionados con el judaísmo, Israel y el sionismo, Norman Finkelstein, describió la explosión como «un horror de la más alta magnitud» y añadió: «Israel siempre niega su responsabilidad». Admitió que aún era necesario llevar a cabo una investigación sobre lo que realmente ocurrió, pero advirtió que «Lo que sé es que no confíen en lo que dice el gobierno estadounidense, no confíen en lo que dice el gobierno británico y, por supuesto, no hace falta decirlo, no confíen en lo que dice Israel».
En su investigación de febrero de 2024, Forensic Architecture señaló que «varios medios de comunicación citaron la afirmación del portavoz militar israelí, Daniel Hagari, de que un cohete palestino impactó en el hospital al-Ahli y que «la mayor parte del daño... se debió al propelente, no solo a la ojiva». Human Rights Watch, el Washington Post, la BBC y AP hicieron afirmaciones similares». Sin embargo, el análisis de Forensic Architecture «sugiere que los diecisiete cohetes visibles de la salva que el ejército israelí atribuyó al ataque consumieron su combustible en pleno vuelo, lo que significa que, según la propia lógica de Hagari, no pudieron haber causado el daño a al-Ahli». Forensic Architecture señaló además que, si bien lo ocurrido en Al-Ahli sigue sin ser concluyente, el ejército israelí «lanzó una agresiva campaña de desinformación» tras el incidente y que «aún no ha aportado ninguna prueba visual concluyente que respalde la afirmación de que el origen de la explosión mortal en el hospital de Al-Ahli fue un cohete de Hamás o de la Yihad Islámica Palestina». Según The New Yorker, la investigación mostró que las Fuerzas de Defensa de Israel «habían fomentado un ambiente de incertidumbre al difundir información errónea sobre un cohete palestino fallido».

#### Heridas que sugieren una bomba de fragmentación o DIME
En octubre de 2024, Forensic Architecture publicó otro informe donde empleó metodologías como testimonios situados, fotogrametría y reconstrucción 3D. El informe utilizó evidencia de video geolocalizada de sobrevivientes, incluyendo al Dr. Ghassan Abu-Sittah y periodistas, para crear un modelo digital del hospital y realizar un análisis espacial del impacto de la explosión. Abu-Sittah, quien estuvo presente en el hospital durante el impacto, proporcionó testimonios de primera mano sobre el lugar de los hechos y la naturaleza de las lesiones que trató. Recordó que las heridas estaban limpias, caracterizadas por cortes agudos y amputaciones, lo que sugiere el uso de una bomba de fragmentación. «Se puede distinguir entre un artefacto explosivo improvisado y un misil observando la herida», señaló. «También se puede distinguir entre una bomba de fragmentación y una bomba convencional». Abu-Sittah afirmó además que la mayoría de las lesiones que observó después de la explosión fueron causadas por fragmentos de munición y no por quemaduras, cuestionando la afirmación del portavoz militar israelí Daniel Hagari de que la explosión fue causada por un cohete palestino que no encendió su propulsor en el aire sino que se encendió al impactar.

## Consecuencias
La explosión provocó protestas en varios países, entre ellos Canadá, Egipto, Irán, Irak, Jordania, Kuwait, Líbano, Libia, Marruecos, Catar, Siria, Túnez, Turquía, Reino Unido y Yemen. En Ramala y otras ciudades de Cisjordania, los manifestantes corearon consignas contra Mahmoud Abbas y arrojaron piedras, lo que llevó a la policía a utilizar gases lacrimógenos y granadas paralizantes en un intento de dispersar a los manifestantes. Miles de personas marcharon frente al consulado de Israel en Estambul para protestar contra la guerra. Las embajadas de Estados Unidos y Francia en Beirut también enfrentaron protestas provocadas por su apoyo a Israel.
El presidente de los Estados Unidos Joe Biden llegó el 18 de octubre a Tel Aviv para mostrar su apoyo a Israel. Esta sería la única parada de su viaje a Medio Oriente ya que la cumbre que tenía programada en Jordania con varios dignatarios árabes fue suspendida por el rey de Jordania debido a la masacre del Hospital de Al Ahli. Poco después de llegar al aeropuerto respaldó la versión de Israel sobre la autoría del ataque. «En base a lo que he visto parece que ha sido la otra parte, pero hay mucha gente por ahí que no está segura, por lo que tenemos mucho por delante».

## Investigación internacional
El 19 de octubre de 2023, durante la sesión informativa diaria del Departamento de Estado de los Estados Unidos, el portavoz del Departamento, Matthew Miller, indicó que no creía que una investigación internacional sobre la explosión fuera «apropiada en este momento», dado que Israel había proporcionado pruebas para respaldar su reclamaciones, mientras que Hamás no había proporcionado ninguna. 
El 20 de octubre de 2023, las Naciones Unidas pidieron una investigación independiente sobre la explosión. Un portavoz de la Oficina de Derechos Humanos de la ONU afirmó que era necesario rendir cuentas y observó que sería difícil para la ONU supervisar una investigación debido al conflicto en curso entre Israel y Hamás.

## Reacciones
El presidente palestino Mahmud Abás declaró tres días de luto tras la explosión. Además, decidió abandonar Jordania y poner rumbo a Ramala tras cancelar su reunión prevista con el presidente estadounidense Joe Biden y declaró que «lo que está ocurriendo es un genocidio. Hacemos un llamamiento a la comunidad internacional a intervenir de inmediato para detener esta masacre. El silencio ya no es aceptable». Biden dijo: «Estoy indignado y profundamente entristecido por la explosión», sin atribuir inmediatamente la responsabilidad del incidente a nadie, afirmando que Estados Unidos investigaría el suceso. El primer ministro canadiense, Justin Trudeau, el 17 de octubre, calificó el incidente como un ataque «horrible» e «inaceptable». Inmediatamente después de lo ocurrido, Rusia y Emiratos Árabes Unidos pidieron una reunión urgente del Consejo de Seguridad de la ONU.
Catar calificó lo ocurrido en el hospital como una «masacre atroz» y vaticinó que tendría «consecuencias nefastas para la estabilidad de la región». También advirtió que «la complicidad de la comunidad internacional, a veces con silencio y a veces con selectividad, respecto de los crímenes de guerra y hacia la humanidad cometidos por la ocupación  contra el pueblo palestino aumentará el estado de tensión».
El rey de Jordania, Abdullah II, afirmó que Oriente Medio estaba «al borde de caer en el abismo» ante el temor de que el conflicto pudiera derivar en una guerra más amplia en la que participaran otros grupos armados. Además condenó el suceso como una «masacre» y un «atroz crimen de guerra que no se puede tolerar». Añadió que «Israel debe detener inmediatamente su brutal agresión contra Gaza».
El Gobierno de Indonesia condenó el «ataque israelí» contra el hospital y acusó a Israel de violar las leyes humanitarias «Indonesia condena enérgicamente el ataque israelí al hospital Al Ahli en Gaza, que ha matado a cientos de civiles. El ataque viola claramente el derecho internacional humanitario». También instaron a que se abrieran «inmediatamente corredores seguros para el acceso humanitario» y pidieron a la comunidad internacional tomar «medidas concretas para detener los ataques y actos de violencia en Gaza».
El Ministerio de Exteriores egipcio señaló a Israel como el culpable de lo ocurrido en el hospital y expresó que «el ataque es una grave violación del Derecho Humanitario». Además ha pedido «a todos los países del mundo, especialmente a los países importantes e influyentes, a intervenir para poner fin a estas violaciones y condenarlas inequívocamente».
La Organización Mundial de la Salud (OMS) condenó el incidente como un ataque contra el hospital, «El hospital estaba en funcionamiento y en él se refugiaban pacientes, personal sanitario y cuidadores, así como desplazados internos», además ha indicado que el hospital era una de las veinte instalaciones médicas situados al norte de Gaza sobre los que pesaban órdenes de evacuación del Ejército israelí. «La orden de evacuación ha sido imposible de llevar a cabo dada la inseguridad actual, el estado crítico de muchos pacientes y la falta de ambulancias, personal, camas en el sistema sanitario y refugios alternativos para los desplazados». La OMS, a fecha de 17 de octubre, informó de «48 ataques contra la atención sanitaria en Gaza desde el 7 de octubre que han provocado la muerte de una decena de trabajadores sanitarios y daños en instalaciones sanitarias y ambulancias».
La ONG francesa Médicos Sin Fronteras (MSF), calificó lo ocurrido como un ataque de Israel. En una publicación en la red social X, manifestaron: «Estamos horrorizados por el reciente bombardeo israelí del hospital árabe Ahli en la ciudad de Gaza, que atendía a pacientes y acogía a habitantes de la franja de Gaza desplazados». Según el testimonio de un médico de dicha organización humanitaria, mientras el personal sanitario trabajaba, escucharon una fuerte explosión y a continuación «el techo se cayó sobre el quirófano».
El secretario general de la Liga Árabe, Ahmed Abulgueit, condenó lo sucedido con extrema dureza: «¿Qué mente infernal ataca un hospital que acoge gente desarmada deliberadamente?».
Las autoridades de Siria acusaron a Israel de haber bombardeado el hospital, lo que calificaron como «una de las masacres más atroces y sangrientas contra la humanidad». La Presidencia de Siria a través de un comunicado en Twitter acusó del ataque a «las fuerzas criminales sionistas». Siria también ha acusado a los países occidentales «especialmente a Estados Unidos», por esta y otras «masacres», al ser «socio de la entidad sionista en todas las operaciones de matanza organizada contra el pueblo palestino».
La Autoridad Nacional Palestina (ANP) acusó a Israel de ser el responsable del bombardeo. Poco después de la explosión el ministerio de Asuntos Exteriores de Palestina publicó un tuit, donde denunciaba que «aviones de guerra israelíes bombardearon el hospital árabe Al-Ahli (Hospital Bautista), en el centro de la ciudad de Gaza, lo que provocó el martirio de cientos de palestinos, entre ellos niños y mujeres».
Arabia Saudita, lo calificó de «crimen atroz» de las «fuerzas de ocupación israelíes», un «brutal ataque» que constituye «una flagrante violación de todas las leyes y normas internacionales, incluido la ley internacional humanitaria». También dijo que «este peligroso acontecimiento obliga a la comunidad internacional a abandonar su doble moral a la hora de aplicar la ley internacional humanitaria cuando se trata de prácticas criminales israelíes».
El presidente del Consejo Europeo, Charles Michel, dijo que «un ataque contra civiles no está en línea con el derecho internacional» y que «Atacar infraestructuras civiles en Gaza desafía el derecho internacional». La presidenta de la Comisión Europea, Ursula von der Leyen, quien no hacía mucho había viajado a Israel para mostrar su apoyo a la administración de Netanyahu, evitó dar una valoración sobre el incidente, alegando que necesitaba «confirmar» lo ocurrido. Por su parte, el alto representante de la Unión Europea para Asuntos Exteriores y Política de Seguridad, Josep Borrell, solicitó una investigación para conocer a los responsables del ataque, para que puedan «rendir cuentas». Además aseguró en su cuenta de X que «las noticias procedentes del hospital bautista Al-Ahli Arabi de Gaza añaden horror a la tragedia que se desarrolla ante nuestros ojos desde hace días.
El presidente iraní, Ebrahim Raisí, condenó con extrema dureza el ataque, al declarar que «las llamas de la bomba estadounidense e israelí lanzada contra inocentes palestinos que estaban siendo tratados en un hospital de Gaza devorará a los sionistas» y declaró el día 18 de octubre como día de luto nacional por «la masacre y el crimen de guerra contra la humanidad».
El ministro de Asuntos Exteriores de China, dijo que «China está consternada y condena enérgicamente las numerosas víctimas causadas por el ataque a un hospital de Gaza», y añadió que el país «pide un alto el fuego inmediato y el fin de la guerra».
El presidente de Colombia, Gustavo Petro, calificó el ataque como una «barbarie»,  en un mensaje publicado en su cuenta oficial de Twitter asevera que «con el bombardeo del hospital Bautista en Gaza y la muerte de centenares de mujeres  niños y personal médico, la barbarie del estado de Israel contra el pueblo palestino ha sobrepasado en mucho la barbarie de Hamás contra la población civil israelí».
Arabia Saudita, Jordania, Catar, Emiratos Árabes Unidos, Omán, Egipto, Argelia, Líbano y Libia condenaron las explosiones como ataques y acusaron a las fuerzas israelíes de bombardear el hospital.
Los Emiratos Árabes Unidos condenaron enérgicamente «el ataque israelí dirigido al Hospital Bautista Al Ahli en la Franja de Gaza, que provocó la muerte y heridas a cientos de personas» y exigieron el «cese inmediato de las hostilidades». El presidente turco Erdogan denunció el bombardeo como «el último ejemplo de ataques israelíes desprovistos de los valores humanos más básicos». El jefe de la Comisión de la Unión Africana denunció a Israel por lo que llamó un «crimen de guerra» y exigió que otros países detuvieran lo que dijeron era una agresión israelí.
El Primer Ministro interino Anwaar ul Haq Kakar y el Ministerio de Asuntos Exteriores de Pakistán han condenado a las FDI como autores del ataque. Describieron lo ocurrido como «inhumano e indefendible» y afirmaron que los ataques de las FDI contra civiles y personal médico eran «crímenes de guerra». Anwaar ul Haq Kakar denunció las operaciones militares de las FDI como una «campaña de terror»; y el Ministerio de Asuntos Exteriores de Pakistán exigieron una acción global para detener rápidamente el «bombardeo y asedio israelí a Gaza».
Alexios de Tiberia, arzobispo de la Iglesia ortodoxa griega, afirmó desde la Iglesia de San Porfirio, situada a 183 metros del hospital, que estaba sirviendo de refugio y que había recibido «continuas demandas israelíes de evacuar a los civiles de estas instituciones», «no iré a ninguna parte, porque puedo ser una esperanza para ellos, así que me quedaré en la provincia que cree en mí. ¡Si muero, tendré como destino una muerte digna!». Dos días después Israel bombardeó un objetivo cercano a la iglesia, dañando la fachada y matando a dieciocho personas.
Según Tamara al-Rifai, del Organismo de Obras Públicas y Socorro de las Naciones Unidas para los Refugiados de Palestina en el Cercano Oriente (OOPS), anterior al incidente del hospital hubo «fuego israelí directo» contra una escuela de las Naciones Unidas y otro centro de refugiados cercano. Dijo: «Un ataque a campos de refugiados densamente poblados donde la gente se refugia en escuelas e instalaciones de la ONU es algo absolutamente impactante. Es una muy triste violación del derecho internacional humanitario. No tengo palabras en este momento» Alrededor de 4000 personas tomaban refugio en ese campo. A causa del fuego israelí, al menos seis personas perdieron la vida.